# 日本安全保障・危機管理学会
一般社団法人日本安全保障・危機管理学会（にほんあんぜんほしょう・ききかんりがっかい、英: Japan Society for Security and Crisis Management、略称JSSC）は、「日本国民を対象として、安全保障・危機管理に関する知識・理論の普及・啓蒙を図るとともに、その研究の深化に努め、日本国における安全保障・危機管理の能力向上および体制整備に資すること」を目的に掲げる一般社団法人である。学術論文誌などは刊行しておらず、日本学術会議が認める公的な学会ではない。

## 沿革
2005年4月1日、設立。2007年6月、ホームページ開設。同年9月『学術社団日本安全保障・危機管理学会機関誌』創刊、2011年『安全保障と危機管理』に改題。2008年頃、「総合危機管理士」「安全保障･危機管理士」資格付与を計画。2012年4月5日、一般社団法人認可。